# ジュリオ・マッジョーレ
ジュリオ・マッジョーレ（イタリア語: Giulio Maggiore、1998年3月12日 - ）は、イタリアのサッカー選手。USサレルニターナ1919所属。ポジションはMF。

## クラブ歴
スペツィア・カルチョの下部組織出身。2016年9月20日にセリエBで出場しトップチーム初出場を記録した。
2022年8月16日、USサレルニターナ1919に完全移籍。

## 代表歴
U-18代表からの出場歴があり、U-21代表ではUEFA U-21欧州選手権2021に出場した。